# Luigi Diamante
Luigi Diamante (Udine, 1904 – Fossalta di Portogruaro, febbraio 1971) è stato un pittore italiano.

## Biografia
Frequenta il Liceo Artistico a Venezia, lavorando anche come disegnatore presso uno studio di architettura. Rimangono, di quel periodo, una serie di studi e rilievi di edifici e monumenti di Udine, alcuni datati 1922.
I primi disegni e dipinti a olio risalgono alla seconda metà degli anni venti. Nel 1934, Diamante comincia a farsi conoscere presenziando, assieme ad altri pittori udinesi e friulani, a varie Mostre Sindacali d'Arte nella Loggia del Lionello ad Udine e partecipando come membro del comitato esecutivo delle esposizioni.
Nel 1937, vince il concorso a cattedre per l'insegnamento di Disegno. Nel 1939, lavora alla decorazione dell'abside della chiesa di Nogaredo di Prato (frazione del comune di Martignacco) con la tecnica dell'encausto. Nel 1943, dopo aver servito nell'esercito durante la seconda guerra mondiale, lavora alla creazione di pannelli per la Mostra della Propaganda a Torviscosa. Nel 1944, lavora con l'architetto Toso ai rilievi dei principali edifici monumentali di Udine, per permettere una valutazione degli eventuali danni da bombardamenti. Nel 1946, lavora alle decorazioni in graffito delle facciate delle chiese di Manzano e Soleschiano (frazione di Manzano).
Nel 1947, inizia ad insegnare disegno alla scuola media "A. Manzoni" di Udine, dove insegnerà fino alla sua morte. Negli anni cinquanta e sessanta continua a dipingere e compie alcuni viaggi in Italia e all'estero sulle orme del Tiepolo (in Germania ed Austria nel 1962) o degli impressionisti (in Francia nel 1964). Di quei viaggi, resta la corposa documentazione di schizzi e disegni. Continua ad esporre le sue opere, pur mantenendo una certa riluttanza alla pubblicazione. Muore improvvisamente a Fossalta di Portogruaro nel febbraio del 1971.
Di Luigi Diamante ci rimangono più di 400 dipinti a olio e molte centinaia di opere con tecniche diverse (acquerelli, tempere, pastelli, disegni e altro), molte comprese in collezioni private o tenute dagli eredi, altre presso vari Enti pubblici nel Friuli. I progetti, insieme ad altri lavori e studi per affreschi nelle chiese di Lauzacco, Driolassa e Godia, insieme a tutto il materiale documentale della carriera artistica si trovano presso la Biblioteca comunale di Fossalta di Portogruaro e presso l'Archivio Storico della Biennale di Venezia. Nella Quadreria Comunale "Luigi Diamante", nella Villa Mocenigo di Alvisopoli, si trovano le opere acquisite dal comune di Fossalta di Portogruaro e della donazione Vida.